# La Cène (Rosselli)
Pour les articles homonymes, voir La Cène (homonymie).
La Cène est une fresque des peintres de la Renaissance italienne Cosimo Rosselli et Biagio d'Antonio, réalisée entre 1481 et 1482 et située dans la Chapelle Sixtine, au Vatican. 

## Histoire
Le 27 octobre 1480, Rosselli, comme d'autres peintres florentins, part pour Rome, où il est appelé dans le cadre du projet de réconciliation entre Laurent de Médicis, souverain de facto de Florence, et le pape Sixte IV. Les Florentins commencent à travailler dans la Chapelle Sixtine dès le printemps 1481, avec Pietro Perugino, dit Le Pérugin, déjà présent sur les lieux. 
La décoration a pour thème le parallèle fait entre les histoires de Moïse et celles du Christ comme signe de continuité entre l'Ancien et le Nouveau Testament, ainsi qu'entre les Tables de la Loi et le message de Jésus, qui avait choisi Pierre (le premier évêque présumé de Rome) comme son successeur : dans le but de légitimer les successeurs de ce dernier, les papes de Rome. 
En raison de l'importance de la commande, les artistes amènent avec eux de nombreux assistants. Rosselli amène son gendre Piero di Cosimo.  
Selon l'historien de l'art de la Renaissance Giorgio Vasari, Rosselli était considéré comme l'un des moins doués parmi les peintres travaillant la Chapelle Sixtine, ses peintures étaient sujettes aux railleries des autres artistes. Cependant, son utilisation pure et simple de couleurs brillantes lui a valu l'appréciation du pape qui, apparemment, n'était pas considéré comme un expert en art. 

## Description
La scène fait partie du cycle des Épisodes de la vie de Jésus et, comme les autres, montre plus d'un épisode en même temps. La frise porte l'inscription REPLICATIO LEGIS EVANGELICAE A CHRISTO. La cène se déroule dans une abside semi-circulaire, avec une table en forme de fer à cheval au centre de laquelle se trouve Jésus et les apôtres à ses côtés. Judas, comme d'habitude, est représenté sur le côté, de dos ; le chat et le chien de combat sont des éléments qui accentuent d'autant plus sa connotation négative. La scène suit le moment où Jésus annonce qu'un apôtre le trahirait. Les auditeurs mettent la main à la poitrine ou murmurent. 

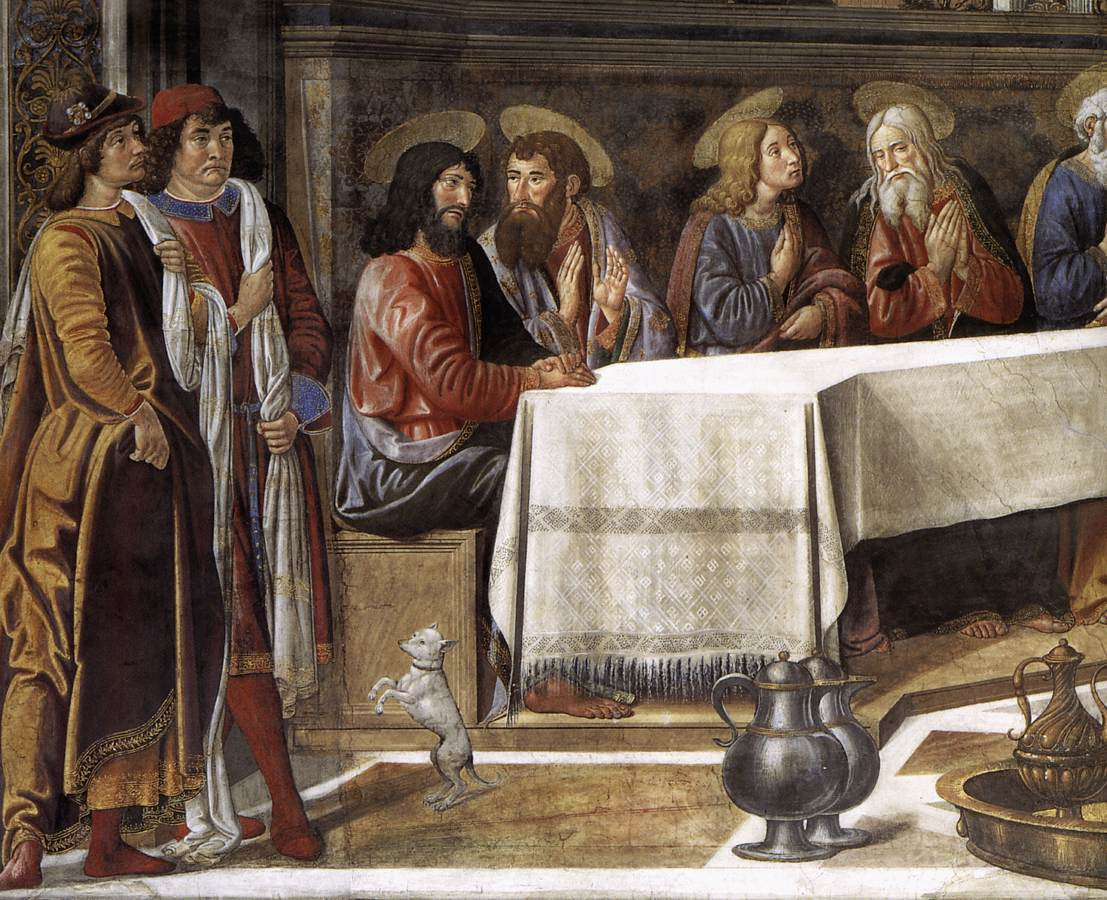
Détail.

Il n'y a rien à manger sur la table, seul un calice se trouve devant Jésus ; quelques ustensiles de cuisine dorés ou argentés sont présents au premier plan, un exemple de nature morte inspirée de la peinture flamande contemporaine et répandue dans l'art florentin à l'époque. Sur les côtés, deux couples de personnages sont richement habillés. Un autre chien sautille sur la gauche. 
Dans les trois fenêtres derrière la table se trouvent trois scènes de la Passion : la Sueur de sang (Jésus), l'Arrestation de Jésus et la crucifixion. Ceux-ci sont attribués par certaines autorités au Biagio d'Antonio.  